# Aušra Bimbaitė
Aušra Bimbaitė, née le 10 octobre 1982 à Rokiškis, est une joueuse lituanienne de basket-ball, évoluant au poste d'arrière.

## Clubs
- ?-2001 :  Lintel 118 Vilnius
- 2001-2009 :  Lietuvos telekomas Vilnius devenu TEO Vilnius
- 2009-2010 : Dynamo Koursk
- 2010-2011 : VICI Aistes Kaunas
- 2011-2013 :  Dynamo Koursk
- 2013 :  CCC Polkowice

## Palmarès

### Club
- Ligue baltique féminine de basket-ball 2002, 2003, 2004, 2005, 2006
- championne de Lituanie 2002, 2003, 2004, 2005, 2006
- Eurocoupe féminine de basket-ball 2012

### Sélection nationale
- Championnat du monde
  - 6e du Championnat du monde 2006 au Brésil
- championnat d'Europe
  - 7e du Championnat d'Europe 2011 en Pologne
  - 4e du Championnat d'Europe 2005 en Turquie
  - 4e du Championnat d'Europe 2001 en France